# سارا دوسينا
سارا دوسينا (بالإيطالية: Sara Dossena)‏ هي منافسة ألعاب القوى إيطالية، ولدت في 22 نوفمبر 1984 في Clusone ‏ في إيطاليا.

## وصلات خارجية
- الموقع الرسمي
- سارا دوسينا على موقع الاتحاد الدولي لألعاب القوى (الإنجليزية)
- سارا دوسينا على موقع الاتحاد الإيطالي لألعاب القوى (الإيطالية)
- سارا دوسينا على موقع اتحاد الترياتلون الدولي (الإنجليزية)
- سارا دوسينا على موقع اللجنة الأولمبية الإيطالية (الإيطالية)